# Conchapelopia abiskoensis
Conchapelopia abiskoensis är en tvåvingeart som först beskrevs av Maurice Emile Marie Goetghebuer 1940.  Conchapelopia abiskoensis ingår i släktet Conchapelopia och familjen fjädermyggor. Arten är reproducerande i Sverige. Inga underarter finns listade i Catalogue of Life.